# Museo cristiano e tesoro del duomo di Cividale del Friuli
Il Museo diocesano cristiano e del tesoro del duomo di Cividale del Friuli (in provincia di Udine), allestito in alcuni locali adiacenti al duomo di Santa Maria Assunta, fu inaugurato nel 1946 per conservare le testimonianze storico-artistiche più rappresentative della scultura altomedievale, soprattutto di epoca longobarda.

## Storia
Fin dal 1766 l'architetto Giorgio Massari aveva previsto la sistemazione dei due più noti monumenti di origine longobarda (l'Altare del duca Rachis ed il battistero di Callisto) in un vasto ambiente ricavato dall'unione di vani già esistenti, posti a sud del duomo. Il suo progetto fu realizzato solo dopo oltre un secolo e mezzo.

Gli ampi spazi furono realizzati solo nel 1932, mentre il Museo Cristiano fu completato ed inaugurato il 6 gennaio 1947.

Ristrutturato completamente nel 2008, attualmente il Museo ha una veste espositiva distribuita su tre piani.

## Percorso museale
Seguendo il percorso espositivo del museo, si può ammirare una consistente selezione dell'ingente patrimonio di opere d'arte e suppellettile liturgica, proveniente dal Duomo e da altre chiese del territorio diocesano.
Il percorso espositivo del museo è articolato in due sezioni, poste su tre livelli:

### Patrimonio longobardo
Nella prima sezione spiccano due tra i più celebri monumenti dell'arte longobarda:
- l'altare del duca Ratchis (737 - 744), in pietra del Carso;
- il battistero ottagonale di Callisto (VIII secolo), in pietra calcarea bianca, proveniente dalla basilica di San Giovanni Battista.

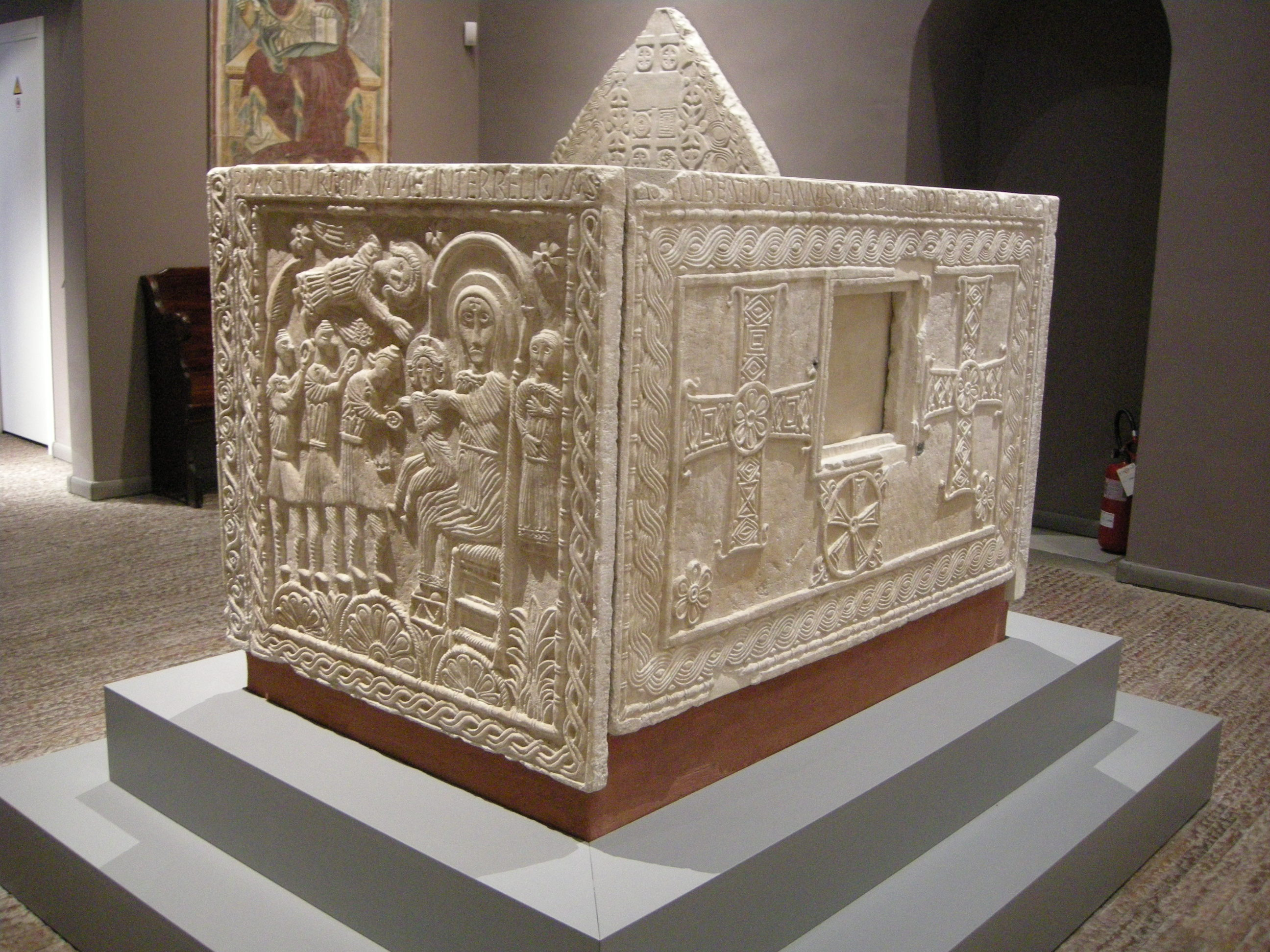
Altare del duca Ratchis
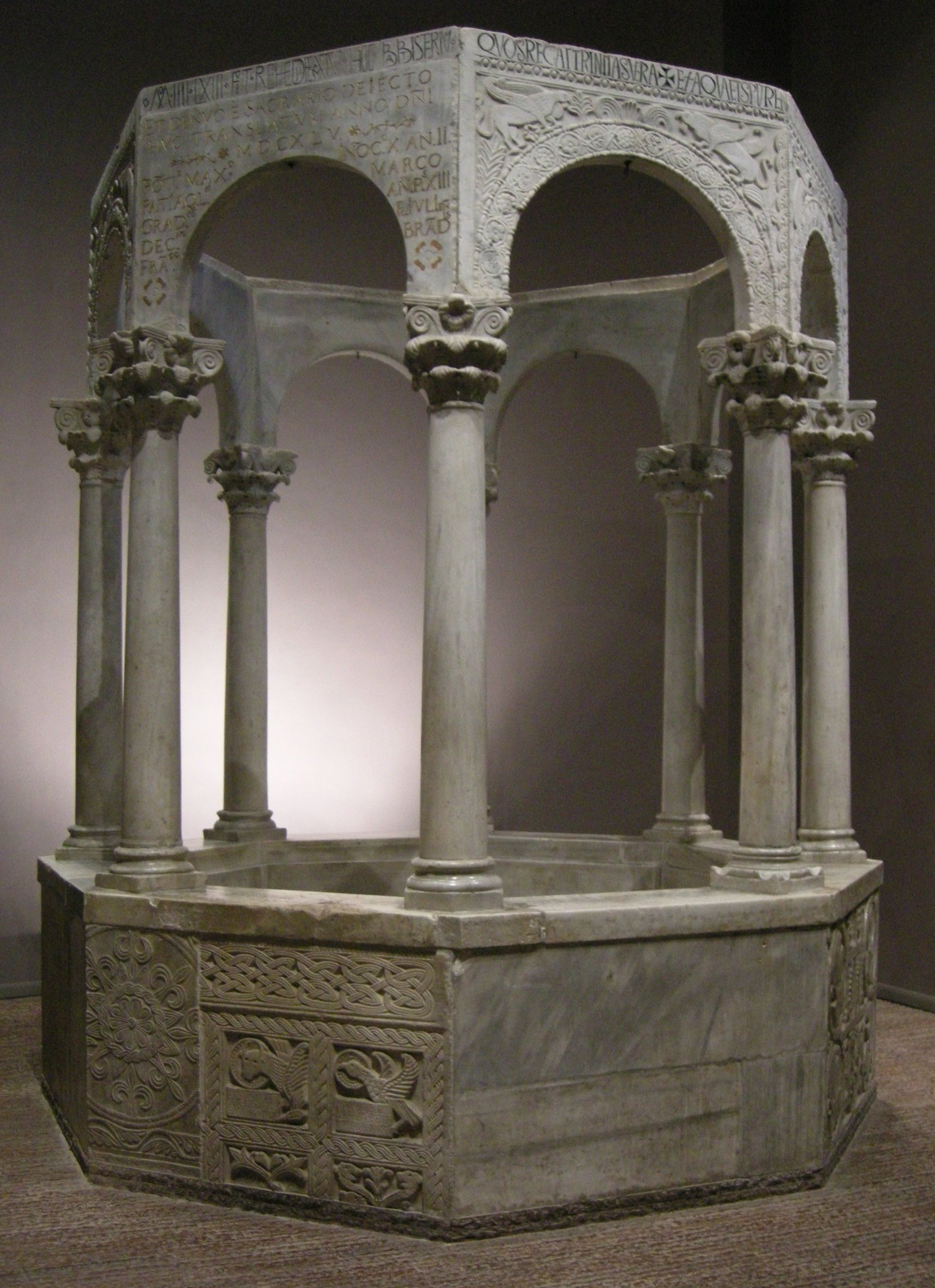
Battistero ottagonale di Callisto

### Seconda sala:Tesoro del duomo
La seconda sala contiene il Tesoro del Duomo con oggetti di oreficeria, suppellettile liturgica e dipinti. Di particolare rilievo, tra le numerose opere, si ricordano:
- due capselle (fine VIII - IX secolo) in lamina d'argento;
- il calice ottoniano in argento dorato;
- il busto di san Donato (1374);
- una pisside (XIV secolo), in noce di cocco e argento;
- la spada, l'elmo e la coperta di evangelario che vengono usati durante la messa dello Spadone;
- manoscritti e codici.

Sempre in questa sala è conservata la cattedra patriarcale, sulla quale 26 patriarchi hanno ricevuto la solenne investitura temporale nel Duomo.

### Terza sala
La terza sala raccoglie i quadri ed i dipinti, tra i quali vanno segnalati
- la Madonna del latte (XVI secolo), di anonimo pittore friulano;
- affreschi strappati e reperti lapidei, provenienti dal sacello di Santa Maria in Valle, detto Tempietto longobardo;
- Noli me tangere (primo quarto del XVI secolo) del Pordenone;
- San Rocco (1584) di Paolo Veronese;
- Vergine con Gesù Bambino (1584) di Paolo Veronese;

queste due ultime opere erano state realizzate per la Chiesa di San Giovanni in Xenodochio.

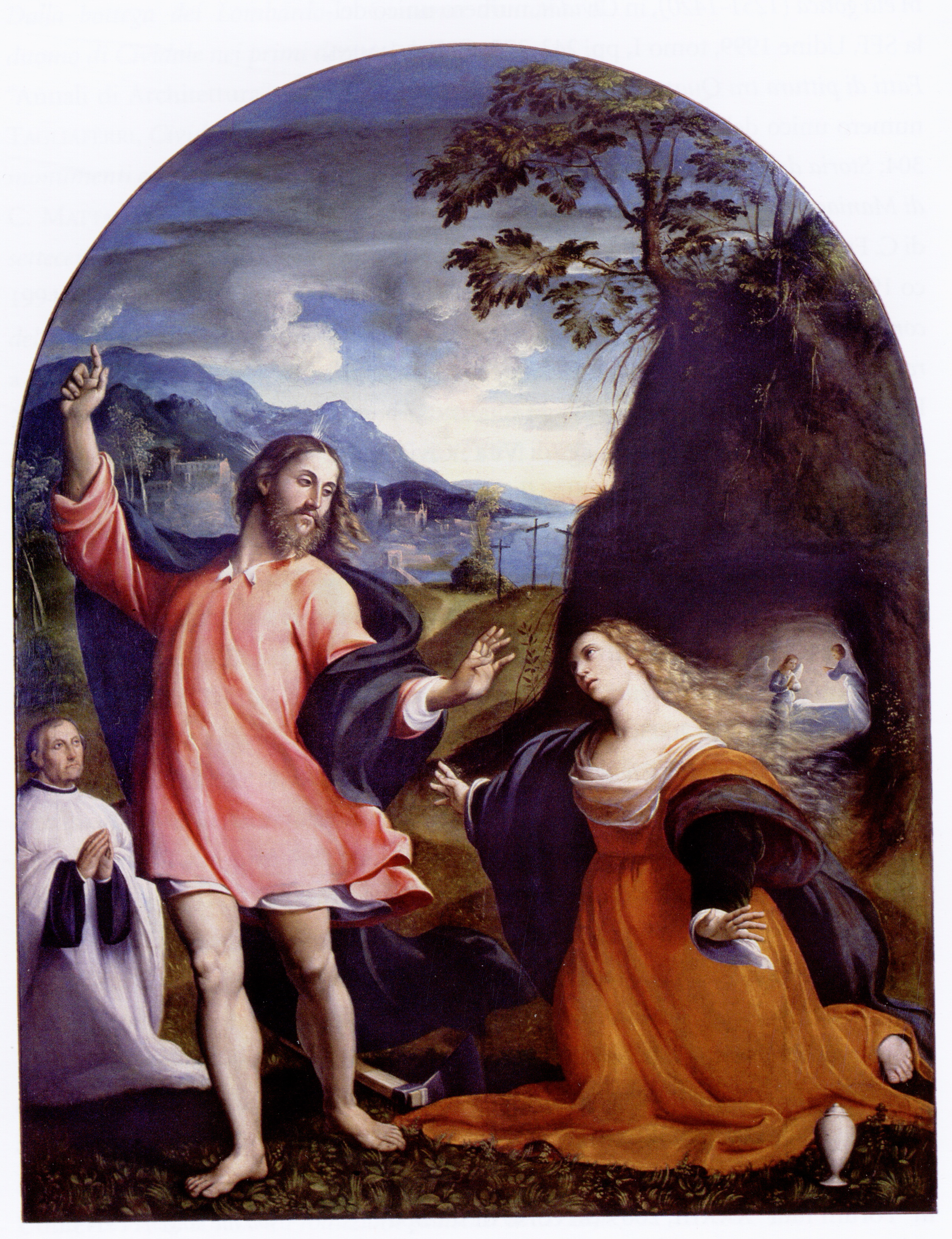
Il Pordenone - Noli me tangere
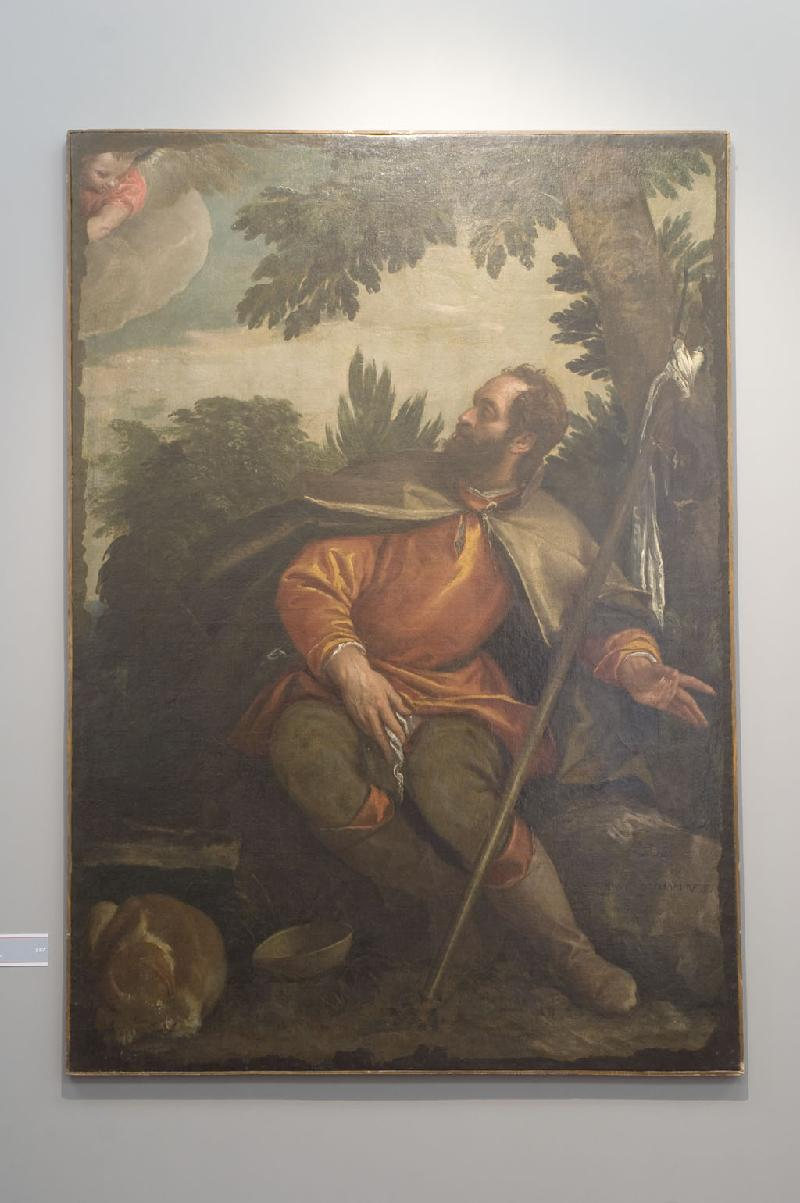
Paolo Veronese - San Rocco
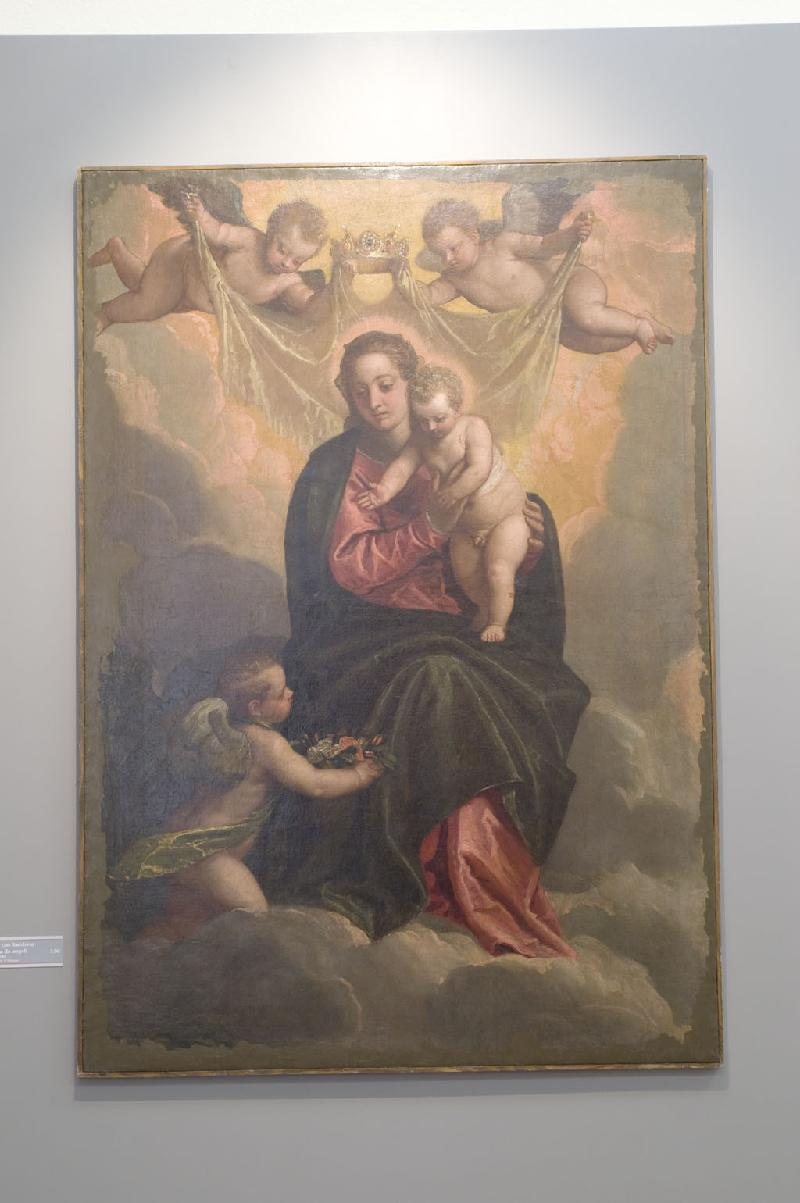
Paolo Veronese - Vergine con Gesù Bambino

### Quarta sala
La quarta stanza riunisce il patrimonio tessile liturgico: sono esposte piante, tunicelle, piviali, mitrie che vannodall'epoca medievale fino a quella barocca. Si possono ammirare anche altri oggetti d'arte e alcune statue in pietra ed in legno di varie epoche.
I maggiori manufatti qui raccolti sono:
- la mitria di san Paolino (XIV secolo);
- la pianeta Barbaro (XVI secolo), di manifattura turca.